# Вера (телесериал, 2012)
«Вера» (кор. 신의, Sin-ui, Сини, англ. Faith, англ. The Great Doctor) — 24-серийный сериал режиссёра Ким Чон Хака, Южная Корея, 2012 года.

## Сюжет
1351 год н. э., граница Юаня. Новый король Корё Конмин вместе со своей женой королевой Но Гук ехал в Корё из Юаня. По дороге на них напал отряд, подосланный Ги Чхолем — братом королевы Юаня и негласным правителем Корё. Королева была тяжело ранена. Её смерть грозила гибелью всему государству: если бы она погибла, Юань получил бы повод объявить, что король Корё неспособен занимать свою должность, и получил бы возможность превратить Корё из страны, подчинённой Юаню, но всё же автономной, в одну из провинций Юаня. Королевский врач доктор Джан сказал, что спасти жизнь королевы мог бы только доктор с Небес. Когда советник короля Джо Иль Син услышал это, он вспомнил, что, по легенде, в этой местности есть Небесные Врата, которые открываются раз в сто лет. Через эти Врата тысячу лет назад на Небеса ушёл великий врач Хва Та (Хуа То), и каждые сто лет он посылает на землю своих учеников.
В этот день Небесные Врата открылись, и, чтобы спасти королеву, капитан королевских стражников Чхве Ён должен был отправиться на Небеса и привести оттуда одного из учеников Хва Та. Но Врата привели его не на Небеса, а в будущее, в Сеул 2012 года. Там он нашёл Ин Су — пластического хирурга. Времени на то, чтобы уговаривать её пойти к больной, объяснять и доказывать ей существование Небесных врат, у Чхве Ёна не было — Врата могли закрыться в любую минуту, а королеве осталось жить всего два часа. Поэтому ему пришлось похитить Ин Су силой. Но, уводя её из её мира, он обещал ей, что вернёт её обратно, даже если это будет стоить ему жизни. Но исполнить это обещание оказалось гораздо сложнее, чем он полагал.
Так начинается история о Великом Воине, Великом Докторе, и Великой Вере, Вере в Любовь, которая сможет преодолеть Время, Судьбу и даже Смерть. А также о борьбе за свободу своего государства, за достойную жизнь своего народа. О том, каким должен быть настоящий правитель и о том, кто действительно верен, а кто — верен на время. И о многом другом.

## В ролях
Главные герои:
- Ли Мин Хо — Чхве Ён — капитан (затем — генерал) королевских стражников (Удальчи). Бывший глава одного из отрядов Джокольдэ — партизанской группы, защищавшей Корё от врагов.
- Ким Хи Сон — Ю Ын Су (Ю Ин Су) — «небесный доктор», пластический хирург, работавшая в Каннаме (элитном районе Сеула). Раньше была торакальным хирургом.

Дворец:
- Рю Док Хван — Конмин — король Корё, точнее, 31 ван (правитель) Великого Корё. Прежде его звали «принц Кон Ын».
- Пак Сэ Ён — Но Гук — королева Корё и принцесса Юаня.
- Ли Бён Чжун — Чо Иль Син — придворный, советник короля.
- Ким Ми Гён — придворная дама Чхве — родная тётя Чхве Ёна и начальница стражниц королевы.
- Гвон Мин — Ан До Чхи — слуга короля (самый приближённый).
- Ким Тэ Хан — Ан Дже — один из начальников королевского войска, затем — генерал.
- Сон Мин Хён — Ли Дже Хён — учитель Ик Дже, затем — придворный.
- Ким Хён Джон — Ли Сэк — ученик Ли Дже Хёна, бывший лучший ученик в Корё, затем — придворный.
- Чхве Вон Хон — Кён Чан — принц Кён Чан, он же — король Чон Джон, 30 ван (правитель) Корё, предшественник Кон Мина. Его свергли с престола, когда ему было 14 лет, и отправили в ссылку.
- О Хён Чоль — Чхун Ге — король Корё, предшественник Чон Джона (Кён Чана). Брат Кон Мина.

Удальчи — королевская стража:
- Бэк Пан Ду — Бэ Чун Сок — помощник капитана Удальчи (Чхве Ёна).
- Джон Ю Чан — Джу Сок
- Кан Чан Мук — Доль Бэ
- Юн Гюн Сан — Док Ман
- Ким Джон Мун — О Дэ Ман — ближайший друг и помощник Чхве Ёна.

Королевский госпиталь (Джоныйси):
- Ли Филлип — Джан Бин, он же доктор Джан — королевский врач. Лучший доктор в Корё.
- Ким Су Ён — До Ки — помощница доктора Джана, смотритель ботанического сада. Она знает каждое растение в Корё.
- Ом Ки Чоль — Як Вон — помощник доктора Джана.

Партизанская группа Сулибан (занимаются продажей лекарств и разведкой):
- Сон Гён Чхоль — названный дядя Чхве Ёна — руководитель Сулибана, родной брат Ман Бо.
- Ли Шук (И Шук) — названная тётя Чхве Ёна — кашевар, родная сестра Ман Бо.
- Чжи Юн Хо — Джи Хо (Чжи Хо) — член Сулибана (с копьём).
- Чхве Чан Ёб — Си Юл — член Сулибана (с луком).
- Пак Джин Су — Ко Са — член Сулибана (с мечом, в чёрно-белой одежде).

Ги Чхоль и его сторонники:
- Ю О Сон — Ги Чхоль — его превосходительство Док Сон, брат королевы Юаня.
- — Ги Вон — брат Ги Чхоля.
- Джо Ин Пё — Ян Са, он же Гу Ян Гак — личный врач Ги Чхоля, отравитель.
- Син Ын Джон — Хва Су Ин — «огненная женщина» (мастер огненных искусств), названная сестра Ги Чхоля.
- Сон Хун — Чон Ым Джа — «беловолосый», музыкант-убийца (оружие — духовой инструмент, издающий мощный ультразвук), названный брат Ги Чхоля. Его слух в 12 раз чувствительнее, чем у обычного человека.
- Пак Юн Дже — принц Док Хын — дядя короля Кон Мина, помешанный на королевском троне. Его имя — принц Джан Ын, титул — его превосходительство Док Хын.
- Пак Сан Вон — Сон Ю (Сун Ю) — посланник Юаня, наделённый особыми полномочиями. Сам он родом из Корё.

Другие люди средневековой Коре:
- Чхве Мин Су — Мун Чхи У — учитель Чхве Ёна, руководитель Джокольдэ.
- Ким Хё Сон — Дон Ме Хи — первая любовь Чхве Ёна, глава одного из отрядов Джокольдэ. Она погибла 7 лет назад.
- О Дже Му — Ли Сон Ге — сын офицера Сансонского округа, будущий генерал.
- Джан Дон Гю — Ли Джа Чун — офицер Сансонского округа, отец Ли Сон Ге.

Другие люди современного мира:
- О Кван Рок — предсказатель, к которому приходила Ин Су.
- Ан Дже Ук — первый мужчина, с которым встречалась Ин Су.
- Пак Хви Сун — второй мужчина, с которым встречалась Ин Су.

## Высказывания участников съёмок о фильме
О своей новой роли Ли Мин Хо сказал:

Я искал новый образ, который мог бы показать зрителю и совершенно случайно наткнулся на сценарий. Как только я начал читать сценарий, так увлекся, что прочел до 6-го эпизода и понял, что нашёл идеальный для себя персонаж. Я люблю традиционные (исторические) дорамы и хотел попробовать себя в одной из них. Примерил бы доспехи. Также я хочу поработать с людьми, которых я всегда уважал. — Сайты кино-новостей http://news.nate.com/view/20120403n05260 и др., а также официальная страница "Веры" ВКонтакте.
О своей новой роли 25-летний Рю Док Хван сказал:

Я согласился на роль в драме, как только я прочитал сценарий. Имена режиссёра Ким Чжон Хак и сценариста Сон Джи На также повлияли на мой выбор. Король Кон Мин просто непреодолимая роль. Этот проект должен быть шедевром, поэтому я не хочу упустить такую возможность, хотя я чувствую на себе бремя. Я сделаю все возможное.— Источник оригинала: koreanvibe/Newsen. Перевод: JaneAir @ShowAsia.ru
Когда на главные роли были утверждены Ли Мин Хо и Ким Хи Сон, режиссёр Ким Чжон Хак сказал:

Я рад, что мы смогли собрать идеальных актёров для персонажей. Они так близки к совершенству.— Официальная страница "Веры" ВКонтакте.
Сон Хун о своей роли:

Чон Ым Джа больше интересуют животные нежели люди. Люди ему просто не интересны, он также не беспокоится о смерти. Вообще, он — довольно загадочная личность, которая лишь иногда показывает свои эмоции.— Источник оригинала: koreanvibe/Newsen. Перевод: ©joker специально для http://k-drama.ru
Ли Филлип о своей роли, докторе Джан Бине:

Он практичный человек, который считает битву глупой вещью, так как после победы над противником он должен вылечить его.— Источник оригинала: koreanvibe/Newsen. Перевод: ©joker специально для http://k-drama.ru
В своём интервью по окончании съёмок «Веры» Ли Мин Хо поблагодарил съёмочную группу и своих коллег по фильму, в том числе Ким Хи Сон:

Она намного опытнее меня, однако она относилась ко мне как к другу, и мне было приятно.

Эти шесть месяцев были довольно тяжёлыми для меня. Теперь, после завершения съемок, я просто хочу обедать теплой едой и спать в течение нескольких дней. Думаю, что все поработали на отлично. Тяжело было каждому, однако никто из съемочной группы или актёров не жаловался, все были настоящей командой. Мы выложились по полной. Как актёр, я считаю, что в первую очередь надо думать о зрителе, поэтому я старался отыграть каждый момент на максимум. Я ни о чём не сожалею.
— Источник оригинала: korea.com/TV Report. Перевод: ©joker специально для http://k-drama.ru